# Autalia formosa
Autalia formosa är en skalbaggsart som beskrevs av Volker Assing 1999. Autalia formosa ingår i släktet Autalia och familjen kortvingar. Inga underarter finns listade i Catalogue of Life.